# ثنائي السطوح (طيران)

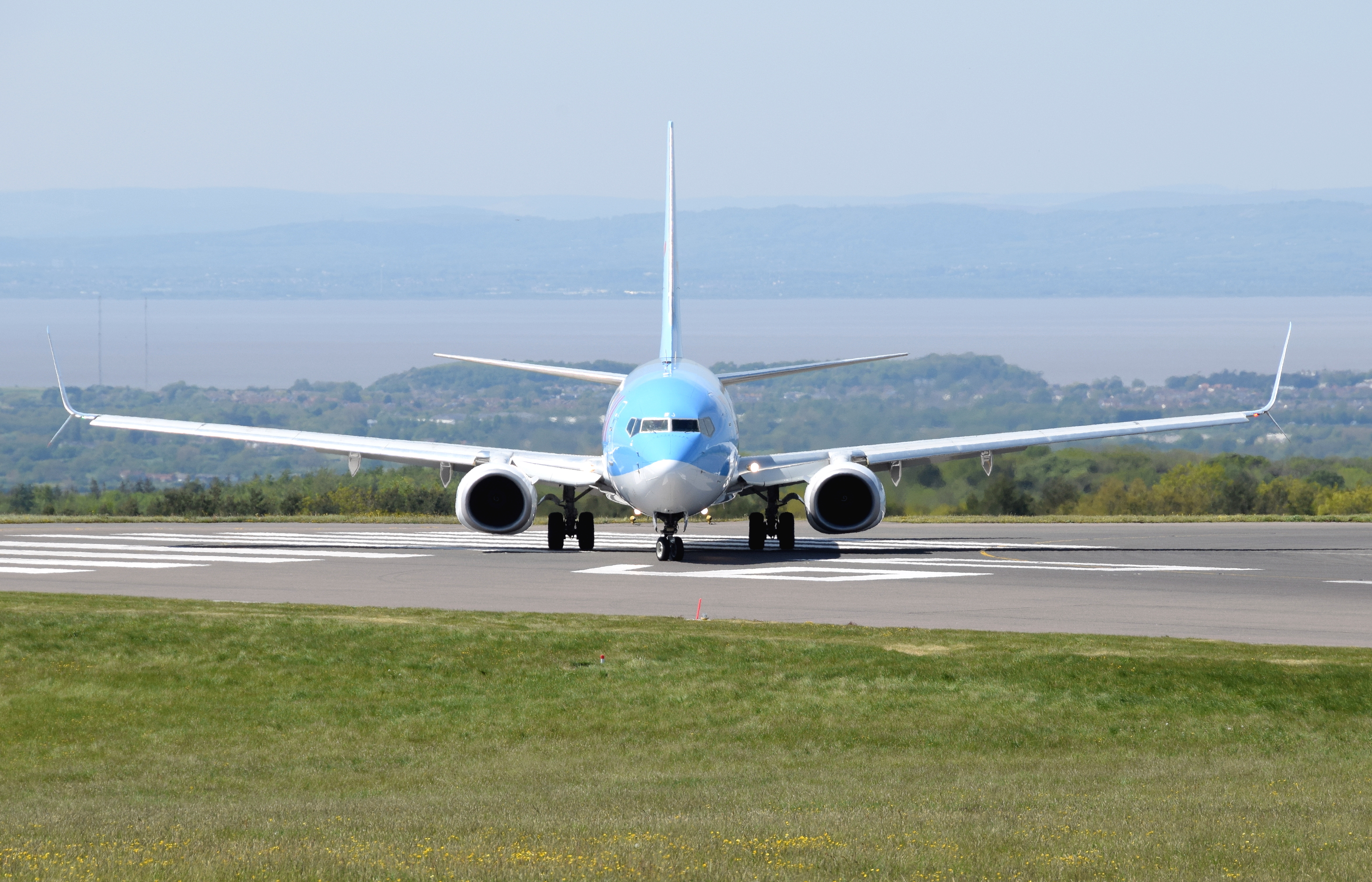
الميل التصاعدي للأجنحة والطائرة الخلفية للطائرة، كما يظهر في طائرة بوينج 737، يسمى الزاوية ثنائية السطوح.

رسم تخطيطي لزاوية ثنائية السطوح وانهيدرالية لجناح الطائرة

قياس الزاوية ثنائية السطوح

في علم الطيران، ثنائي السطوح هو الزاوية بين الجناح الأيمن والأيسر (أو أسطح الذيل) للطائرة. كما تستخدم كلمة «ثنائي السطوح» لوصف تأثير الانزلاق الجانبي على تدحرج الطائرة. الزاوية ثنائية السطوح هي الزاوية الصاعدة من الأفقي للأجنحة أو الطائرة ذات الأجنحة الثابتة. «الزاوية اللانهيدرالية» هو الاسم الذي يطلق على الزاوية ثنائية السطوح السالبة، أي عندما تكون هناك زاوية هبوط من أفقي الأجنحة أو الطائرة ذات الأجنحة الثابتة.
للزاوية ثنائية السطوح تأثير قوي على تأثير ثنائي السطوح، والذي سمي بهذا الاسم. تأثير ثنائي السطوح هو مقدار لحظة اللف التي يتم إنتاجها بما يتناسب مع مقدار الانزلاق الجانبي. التأثير ثنائي السطوح هو عامل حاسم في استقرار الطائرة حول محور اللف (الوضع اللولبي). كما أنه وثيق الصلة بطبيعة تذبذب الانقلاب الهولندي للطائرة والقدرة على المناورة حول محور التدحرج.
ثنائي السطح الطولي هو مصطلح غامض نسبيا يتعلقُ بمحاور الطائرة الرئيسيّة. إنها الزاوية بين محور الرفع الصفري للجناح ومحور الرفع الصفري للذيل الأفقي. يمكن أن تؤثر ثنائية السطوح الطولية على طبيعة قابلية التحكم حول محور الطائرة وطبيعة تذبذب نموذج فوجويد للطائرة. عندما يتم استخدام مصطلح «ثنائي السطوح» (للطائرة) في حد ذاته، فعادة ما يقصد به «زاوية ثنائية السطوح». ومع ذلك، قد يشير السياق بخلاف ذلك إلى أن «التأثير الثنائي السطوح» هو المعنى المقصود.

## زاوية ثنائية السطوح مقابل تأثير ثنائي السطوح
الزاوية ثنائية السطوح هي الزاوية الصاعدة من الأفقي لأجنحة طائرة ثابتة الجناحين، أو لأي أسطح زوجية اسمية أفقية على أي طائرة. يمكن أن ينطبق المصطلح أيضًا على أجنحة الطائر. تستخدم الزاوية ثنائية السطوح أيضًا في بعض أنواع الطائرات الورقية مثل الطائرات الورقية الصندوقية. يقال إن الأجنحة التي تتغير فيها أكثر من زاوية على طول الامتداد الكامل متعددة السطوح. للزاوية ثنائية السطوح تأثيرات استقرار مهمة على الأجسام الطائرة لأنها لها تأثير قوي على تأثير ثنائي السطوح. للطائرة عزم دوران ناتج عن زاوية انزلاق جانبية غير صفرية للمركبة. زيادة زاوية ثنائية الأضلاع للطائرة يزيد من تأثير ثنائي السطوح عليها. ومع ذلك، فإن العديد من معلمات الطائرات الأخرى لها أيضًا تأثير قوي على تأثير ثنائي السطوح. بعض هذه العوامل المهمة هي: نظرية الاجتياح (أو اكتساح الجناح)، ومركز الجاذبية الرأسي، وارتفاع وحجم أي شيء على متن طائرة يغير قوتها الجانبية مع تغير الانزلاق الجانبي.

## ثنائي السطوح الطولي
زاوية ثنائي السطح على متن طائرة يعني دائما تقريبا الزاوية بين سطحين مقترن، واحدة على كل جانب من الطائرة. حتى مع ذلك، يكون دائمًا تقريبًا بين الجناحين الأيمن والأيسر. ومع ذلك، فإن ثنائي الوجوه رياضيًا يعني الزاوية بين أي مستويين. لذلك، في علم الطيران، في حالة واحدة، يتم تطبيق مصطلح «ثنائي السطوح» ليعني الفرق في الزوايا بين سطحين من الأمام إلى الخلف. ثنائي السطوح الطولي هو الفرق بين زاوية وقوع وتر جذر الجناح وزاوية حدوث وتر جذر الذيل الأفقي.
يمكن أن تعني ثنائية السطح الطولية أيضًا الزاوية بين محور الرفع الصفري للجناح ومحور الرفع الصفري للذيل الأفقي بدلاً من الحبال الجذرية للسطحين. هذا هو الاستخدام الأكثر أهمية لأن اتجاهات الرفع الصفري وثيقة الصلة بالتقليم الطولي والثبات بينما اتجاهات أوتار الجذر ليست كذلك.

## تاريخ
في الهندسة، الزاوية ثنائية الأضلاع هي الزاوية بين مستويين. يختلف استخدام الطيران قليلاً عن الاستخدام في الهندسة. في مجال الطيران، واستخدام «المصطلح» تطوَّر، حتى أنَّ الزاوية بين أجنحة اليسار واليمين، في حين استخدام المصطلح مؤخرًا تطور بشكل سلبي، أسفل الزاوية بين الأجنحة. تم وصف صفات التثبيت الديناميكي الهوائي لزاوية ثنائية السطوح في مقال مؤثر عام 1810 بقلم السير جورج كايلي.

## استخدامات زاوية ثنائية السطوح وتأثير ثنائي السطوح

### تحليل استقرار الطائرات
في تحليل استقرار الطائرة، يعتبر تأثير ثنائي السطوح أيضًا مشتقًا من مشتق الاستقرار يسمى C l {\displaystyle \beta }  تعني التغيير في معامل عزم الدوران (" C l ") لكل درجة (أو راديان) للتغير في زاوية الانزلاق الجانبي ("{\displaystyle \beta } ").

### توفير الاستقرار
الغرض من تأثير ثنائي السطوح هو المساهمة في استقرار محور التدحرج. إنه عامل مهم في استقرار الوضع اللولبي والذي يسمى أحيانًا «استقرار اللفة». لا يساهم التأثير الثنائي السطوح بشكل مباشر في استعادة «مستوى الأجنحة»، ولكنه يساعد بشكل غير مباشر في استعادة «مستوى الأجنحة» من خلال تأثيره على الوضع اللولبي للحركة الموصوف أدناه.

### خلوص الجناح
قد يزيد مصممو الطائرات من زاوية ثنائية الأضلاع لتوفير خلوص أكبر بين أطراف الجناح والمدرج. هذا مصدر قلق خاص للطائرات ذات الأجنحة المكسورة، والتي يمكن أن تصطدم رؤوس أجنحتها بالمدرج عند الدوران / الهبوط. في الطائرات العسكرية، يمكن استخدام مساحة الزاوية ثنائية الأضلاع لتركيب العتاد ودبابات الإسقاط على النقاط الصلبة للجناح، خاصة في الطائرات ذات الأجنحة المنخفضة. قد يلزم تعويض التأثير الثنائي السطوح المتزايد الناتج عن اختيار التصميم هذا، ربما عن طريق تقليل الزاوية ثنائية السطوح على الذيل الأفقي.

## استخدام زاوية ثنائية السطوح لتعديل تأثير ثنائي السطوح
أثناء تصميم طائرة ثابتة الجناحين (أو أي طائرة ذات أسطح أفقية)، عادة ما يكون تغيير الزاوية ثنائية السطوح طريقة بسيطة نسبيًا لضبط التأثير الكلي ثنائي السطوح. هذا للتعويض عن تأثير عناصر التصميم الأخرى على تأثير ثنائي السطوح. قد يكون تغيير هذه العناصر الأخرى (مثل اكتساح الجناح، ونقطة التثبيت الرأسية للجناح، وما إلى ذلك) أكثر صعوبة من تغيير الزاوية ثنائية السطوح. نتيجة لذلك، يمكن العثور على مقادير مختلفة من الزاوية ثنائية الأضلاع في أنواع مختلفة من الطائرات ذات الأجنحة الثابتة. على سبيل المثال، عادة ما تكون الزاوية ثنائية الأضلاع أكبر في الطائرات منخفضة الجناح عنها في الطائرات عالية الجناح المماثلة. وذلك لأن «صاحب السمو» من جناح (أو «دونية المتعالي» الرأسي مركز الثقل مقارنة مع الجناح) بشكل طبيعي يخلق تأثير أكثر ثنائي السطح نفسه. هذا يجعلها أقل حاجة إلى زاوية ثنائية الأضلاع للحصول على مقدار التأثير ثنائي السطوح المطلوب.

## ارتباكات شائعة
يتم تعريف تأثير ثنائي السطوح ببساطة على أنه لحظة التدحرج التي يسببها الانزلاق الجانبي ولا شيء آخر. لحظات التدحرج التي تسببها أشياء أخرى قد تكون مرتبطة بانزلاق جانبي لها أسماء مختلفة. لا ينتج تأثير ثنائي السطوح عن معدل الانعراج، ولا بسبب معدل تغير الانزلاق الجانبي. نظرًا لأن الطيارين يلاحظون التأثير الثنائي السطوح عند «تطبيق الدفة»، يشرح العديد من الطيارين وغيرهم من الخبراء القريبين أن لحظة التدحرج ناتجة عن تحرك أحد الأجنحة بسرعة أكبر في الهواء وجناح واحد بسرعة أقل. في الواقع، وهذه هي الآثار الفعلية، ولكنها ليست تأثير ثنائي السطح، والذي كان سببه يجري في زاوية انزلق، وليس عن طريق الحصول على واحدة. وتسمى هذه التأثيرات الأخرى «عزم الدوران بسبب معدل الانعراج» و «عزم الدوران بسبب معدل الانزلاق الجانبي» على التوالي. تأثير ثنائي السطوح ليس ثبات لفة في حد ذاته. يُطلق على ثبات الأسطوانة بشكل أقل غموضًا «استقرار الوضع اللولبي» ويكون تأثير ثنائي السطوح عاملاً مساهماً في ذلك.

## كيف تخلق الزاوية ثنائية السطوح تأثيرًا ثنائي السطوح وتثبت الوضع اللولبي
تساهم الزاوية ثنائية السطوح في التأثير الكلي للثنائي السطوح للطائرة. بدوره، يساهم تأثير ثنائي السطوح في استقرار الوضع اللولبي. سيؤدي الوضع اللولبي المستقر إلى عودة الطائرة في النهاية إلى زاوية بنك «مستوى الأجنحة» الاسمية عندما تتزعزع زاوية الأجنحة لتصبح بعيدة عن المستوى.
إذا تسبب الاضطراب في انحراف الطائرة بعيدًا عن وضعها الطبيعي على مستوى الأجنحة كما في الشكل 1، فستبدأ الطائرة في التحرك جانبًا إلى حد ما نحو الجناح السفلي. في الشكل 2، بدأ مسار رحلة الطائرة في التحرك نحو اليسار بينما لا يزال مقدمة الطائرة يشير إلى الاتجاه الأصلي. هذا يعني أن الهواء القادم يأتي إلى حد ما من يسار الأنف. تحتوي الطائرة الآن على زاوية انزلاق جانبية بالإضافة إلى زاوية الانحدار. يوضح الشكل 2 الطائرة وهي تقدم نفسها للهواء القادم.

### كيف تخلق الزاوية ثنائية السطوح لحظة دوران من انزلاق جانبي
في الشكل 2، تنتج ظروف الانزلاق الجانبي زاوية هجوم أكبر على الجناح المنحرف للأمام وزاوية هجوم أصغر على الجناح المنحرف للخلف. يظهر هذا التغيير في زاوية الهجوم عن طريق الانزلاق الجانبي في الشكل 2. نظرًا لأن زاوية الهجوم الأكبر تنتج مزيدًا من الرفع (في الحالة المعتادة، عندما لا يكون الجناح قريبًا من التوقف)، سيكون للجناح الأمامي مزيدًا من الرفع والجناح الخلفي سيكون أقل ارتفاعًا. هذا الاختلاف في الرفع بين الأجنحة هو لحظة تقلب، وسببه الانزلاق الجانبي. إنها مساهمة في التأثير الكلي للطائرة.

### كيف يعمل تأثير ثنائي السطوح على استقرار الوضع اللولبي
تميل لحظة التدحرج الناتجة عن الانزلاق الجانبي (المسمى "P") إلى إرجاع الطائرة إلى مستوى الأجنحة. يحاول تأثير ثنائي السطوح لف الأجنحة في اتجاه «التسوية» بقوة أكبر، بينما يحاول التأثير الأقل ثنائي السطوح دحرجة الأجنحة في اتجاه «التسوية» بقوة أقل. تأثير ثنائي السطح يساعد على استقرار الوضع دوامة من يميل إلى لفة أجنحة نحو مستوى يتناسب مع كمية انزلق التي تتراكم. ومع ذلك، ليست الصورة كاملة. في نفس الوقت الذي تتراكم فيه زاوية الانزلاق الجانبي، تحاول الزعنفة الرأسية إعادة الأنف إلى الريح، مثل الكثير من عبارة weathervane، مما يقلل من مقدار الانزلاق الجانبي الذي يمكن أن يكون موجودًا. إذا لم يكن هناك انزلاق جانبي، فلن تكون هناك لحظة استعادة. إذا كان هناك قدر أقل من الانزلاق الجانبي، فستكون هناك لحظة استرجاع أقل. يتعارض ثبات الانعراج الناتج عن الزعنفة الرأسية مع ميل التأثير الثنائي السطوح إلى دحرجة الأجنحة إلى المستوى الخلفي عن طريق الحد من الانزلاق الجانبي.
الوضع اللولبي هو الميل للانحراف ببطء أو الميل للعودة ببطء إلى مستوى الأجنحة. إذا كان الوضع اللولبي مستقرًا، فستعود الطائرة ببطء إلى مستوى الأجنحة، وإذا كانت غير مستقرة، فسوف تنحرف الطائرة ببطء عن مستوى الأجنحة. تأثير ثنائي السطوح واستقرار الانحراف هما العاملان الأساسيان اللذان يؤثران على استقرار الوضع اللولبي، على الرغم من وجود عوامل أخرى تؤثر عليه بقوة أقل.

## العوامل الأخرى التي تساهم في تأثير ثنائي السطوح

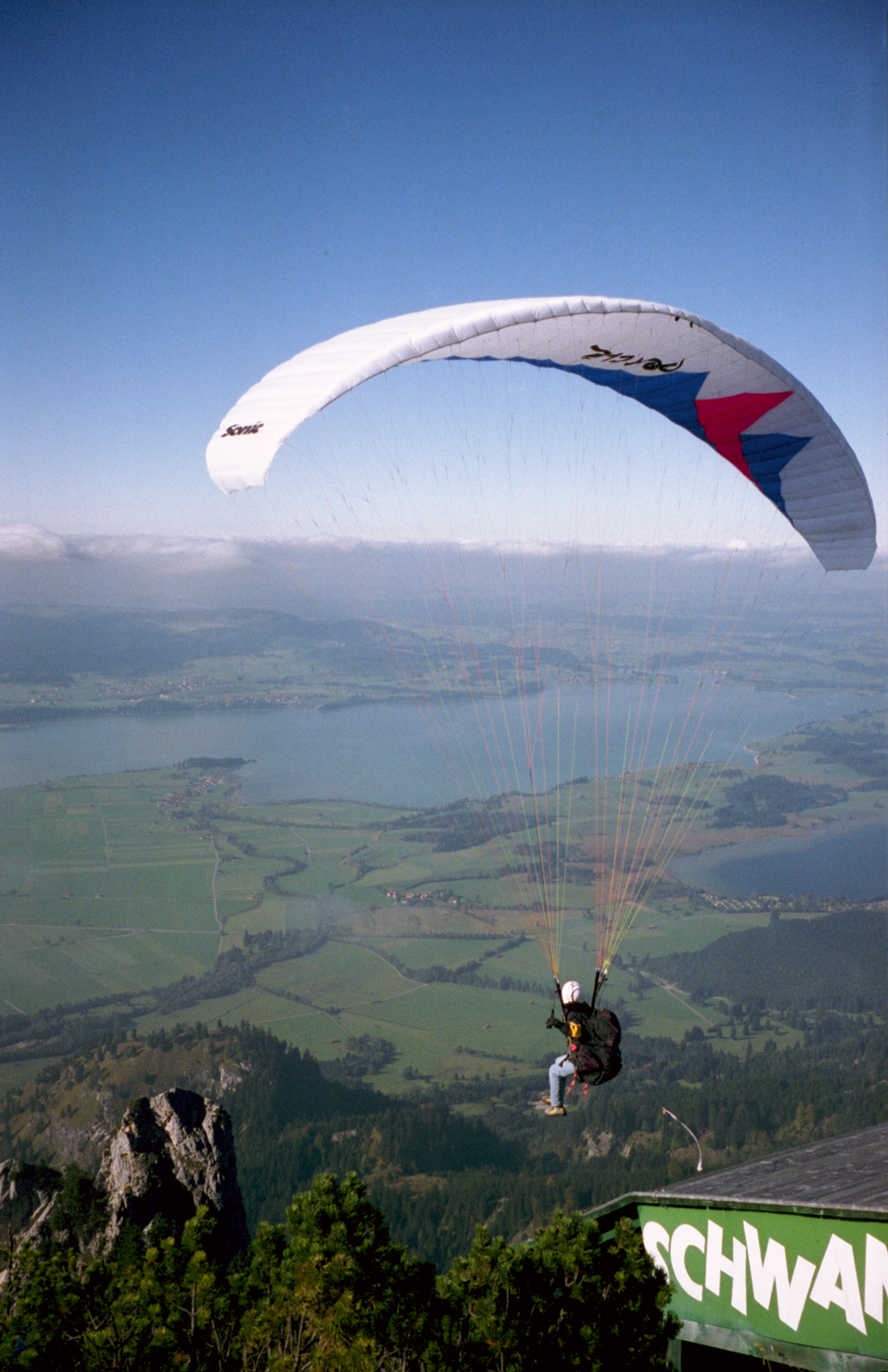
مركز الكتلة لطائرة شراعية منخفضة جدًا، مما يساهم بشكل كبير في التأثير الثنائي السطوح

تساهم عوامل التصميم بخلاف الزاوية ثنائية السطوح أيضًا في التأثير الثنائي السطوح. كل منها يزيد أو ينقص من تأثير ثنائي السطح الكلي للطائرة بدرجة أكبر أو أقل.

### نظرية الاجتياح
كما أن اكتساح الجناح يزيد من تأثير ثنائي السطوح. هذا هو أحد أسباب التهيئة السطحية للطائرات بزاوية اكتساح عالية، وكذلك على بعض الطائرات، حتى على الطائرات منخفضة الجناح مثل توبوليف تي يو 134 وتوبوليف تو 154، مع الطائرات الألمانية الصغيرة من ثلاثينيات القرن العشرين وحتى عام 1945 من طراز بوكر لطائرات، بوكر بو 131 ذو المقعدين والأكثر شهرة بوكر بو 133 البهلواني المنافسة ثنائية السطح، وكلاهما يتمتعان بما يقرب من 11 درجة من اكتساح الجناح مما يمنح كلا التصميمين درجة من التأثير ثنائي السطوح، بالإضافة إلى الكمية الصغيرة من تصميمات الطائرتين ثنائية السطح.

### الوضع الرأسي لمركز الكتلة
مركز الكتلة، الذي يطلق عليه عادة مركز الثقل أو "CG"، هو نقطة توازن الطائرة. إذا تم تعليقه في هذه المرحلة وسمح له بالدوران، فسيتم موازنة الجسم (الطائرة). يعد الموقع الأمامي للخلف لـ CG ذا أهمية أساسية للاستقرار العام للطائرة، ولكن الموقع الرأسي له تأثيرات مهمة أيضًا.
الموقع الرأسي لـ CG يغير مقدار تأثير ثنائي السطوح. عندما يتحرك «CG العمودي» إلى الأسفل، يزداد تأثير ثنائي السطوح. يحدث هذا بسبب زيادة مركز الرفع والسحب فوق CG وله ذراع عزم أطول. لذا، فإن نفس القوى التي تتغير مع تغير الانزلاق الجانبي (القوة الجانبية بشكل أساسي، ولكن أيضًا قوة الرفع والسحب) تنتج لحظة أكبر حول CG للطائرة. يشار إلى هذا أحيانًا باسم تأثير البندول.
مثال صارخ لتأثير CG العمودي على تأثير ثنائي السطوح هو طائرة شراعية. إن التأثير ثنائي السطوح الناتج عن CG العمودي المنخفض للغاية يعوض عن التأثير ثنائي السطوح السلبي الناتج عن الأنهدرال القوي للجناح المنحني بقوة للأسفل بالضرورة.

## آثار الكثير من تأثير ثنائي السطوح
يمكن أن يكون أحد الآثار الجانبية للتأثير الثنائي السطوح المفرط، الناجم عن زاوية ثنائية الأضلاع المفرطة من بين أشياء أخرى، اقتران الانعراج (ميل الطائرة إلى الانقلاب الهولندي). قد يكون هذا أمرًا مزعجًا للتجربة، أو في الظروف القاسية يمكن أن يؤدي إلى فقدان السيطرة أو يمكن أن يضغط على الطائرة.

## تعدد السطوح

### أنهيدرال

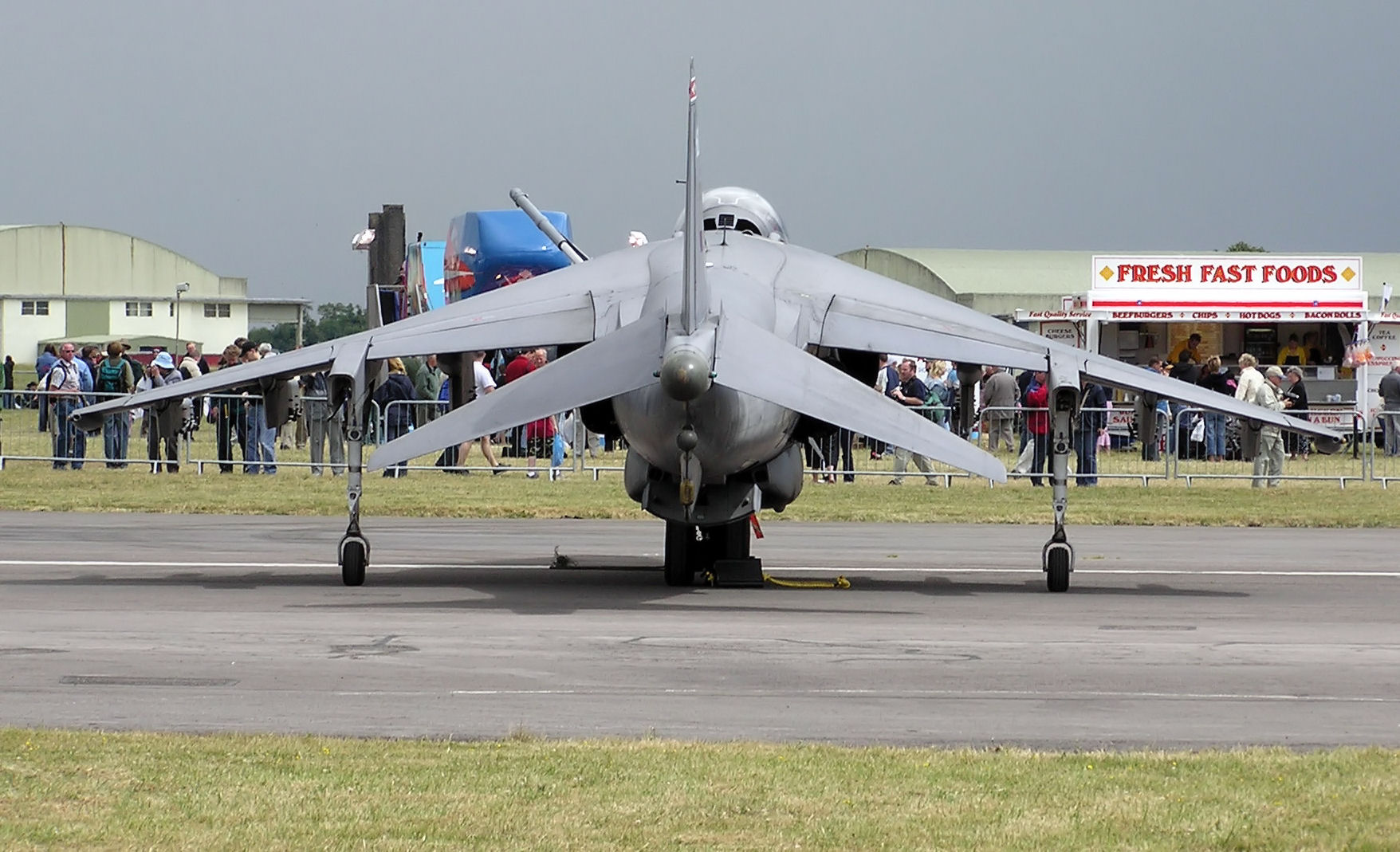
أنهيدرال على الأجنحة والطائرة الخلفية لسلاح الجو الملكي البريطاني هارير GR7A.

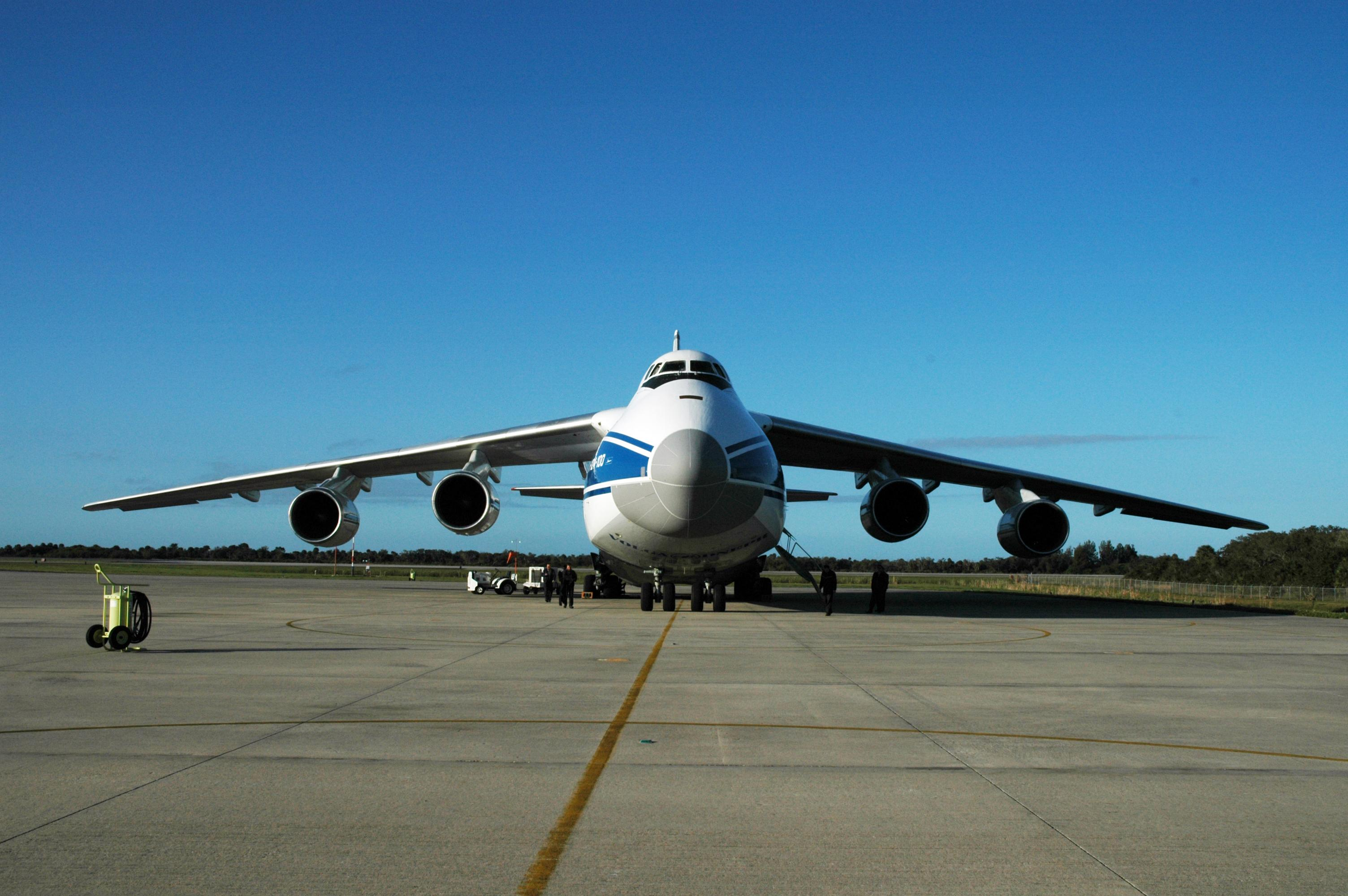
منظر أمامي لطائرة أنتونوف أن -124. شوهدت الأجنحة الأنهدرا بوضوح.

غالبًا ما يكون للطائرات المقاتلة العسكرية زاوية قريبة من الصفر أو حتى زاوية ضيقة السطوح مما يقلل من تأثير ثنائي السطوح وبالتالي يقلل من استقرار الوضع اللولبي. هذا يزيد من القدرة على المناورة وهو أمر مرغوب فيه في الطائرات من النوع المقاتل.
تُرى زوايا أنهيدرال أيضًا على الطائرات ذات الجناح المرتفع، مثل طائرة الشحن الكبيرة جدًا من طراز أنتونوف أن-124 ولوكهيد C-5 جالاكسي. في مثل هذه التصميمات، يكون الجناح المرتفع فوق مركز ثقل الطائرة مما يمنح تأثيرًا ثنائي السطوح إضافيًا بسبب تأثير البندول (يُسمى أيضًا تأثير العارضة) وبالتالي لا تكون هناك حاجة إلى زاوية ثنائية السطح الإضافية. يمكن أن يكون لمثل هذه التصميمات تأثير ثنائي السطوح مفرط وبالتالي تكون مستقرة بشكل مفرط في الوضع اللولبي، لذلك تتم إضافة زاوية اللولب على الجناح لإلغاء بعض التأثير الثنائي السطوح بحيث يمكن المناورة بالطائرة بسهولة أكبر.

### تعدد السطوح

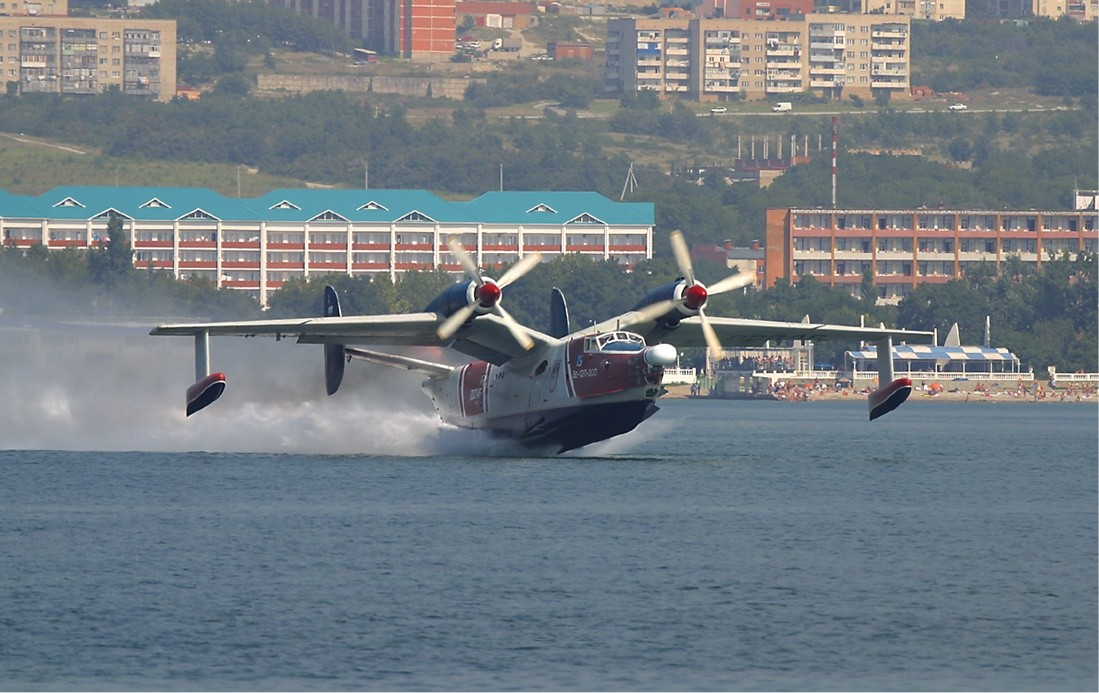
طائرة مائية من طراز بيريف بي-12 بتصميم جناح نورس. لاحظ الخلوص الذي يمنحه هذا التصميم للمراوح فوق سطح الماء.

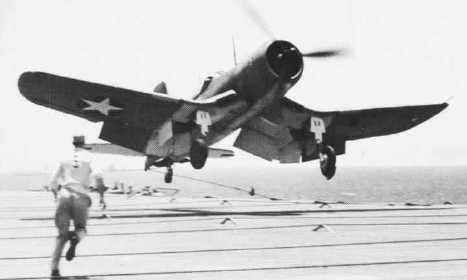
في فور يو-1 كورسير في عام 1943. لاحظ تصميم جناح نورس مقلوب ودعامات تروس هبوط قصيرة.

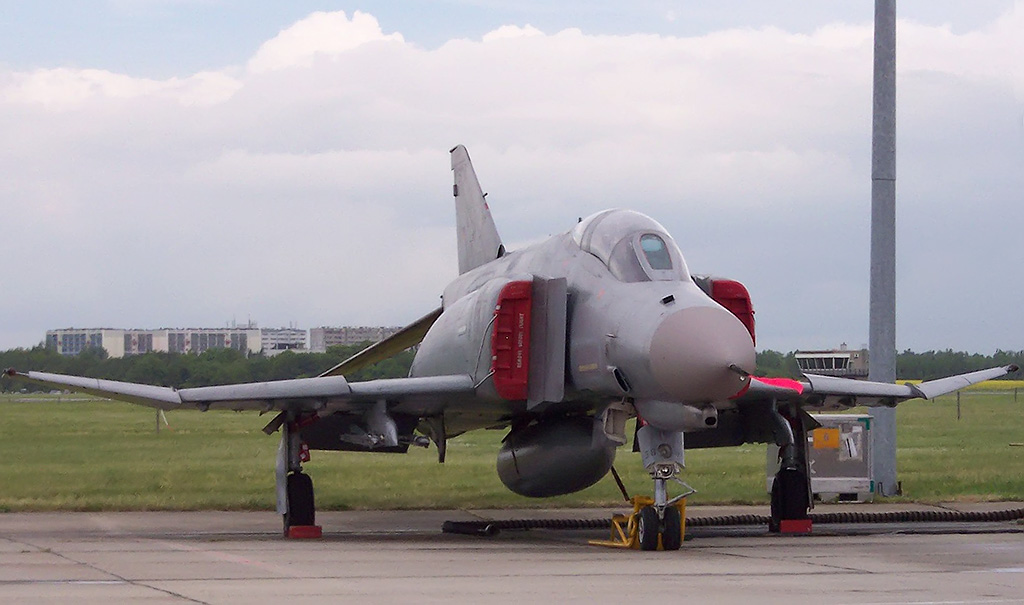
ماكدونيل دوجلاس إف-فور فانتوم 2 ويظهر الجناح متعدد السطوح والذيل اللامع.

تم تصميم معظم الطائرات بأجنحة مستوية ذات ثنائية السطوح بسيطة (أو أنهيدرال). تم تصميم بعض الطائرات القديمة مثل Beriev Be-12 بأجنحة نورس عازمة بالقرب من الجذر. البعض الآخر، مثل فوغت إف 4 يو كورسير، استخدم تصميم جناح نورس مقلوب، والذي سمح بدعامات هبوط أقصر وخلوص أرضي إضافي للمراوح الكبيرة والحمولات الخارجية، مثل خزانات الوقود الخارجية أو القنابل. تنحني تصميمات الأجنحة متعددة السطوح الحديثة بشكل عام لأعلى بالقرب من أطراف الجناح (المعروفة أيضًا باسم ثنائي السطوح)، مما يزيد من تأثير ثنائي السطوح دون زيادة الزاوية التي تلتقي بها الأجنحة عند الجذر، والتي قد تكون مقيدة لتلبية معايير التصميم الأخرى.
يُرى متعدد السطوح على الطائرات الشراعية وبعض الطائرات الأخرى. تعد إف-4 فانتوم الثانية أحد الأمثلة، وهي فريدة من نوعها بين المقاتلات النفاثة لوجود رؤوس أجنحتها ثنائية السطوح. تمت إضافة هذا بعد أن أظهر اختبار الطيران للنموذج الأولي ذي الأجنحة المسطحة الحاجة إلى تصحيح بعض عدم الاستقرار غير المتوقع في الوضع اللولبي - كان توجيه رؤوس الأجنحة، والتي تم تصميمها بالفعل ليتم طيها لعمليات الناقل، حلاً عمليًا أكثر من إعادة هندسة الجناح بأكمله.